# János Kőrössy
János Kőrössy (ur. 26 grudnia 1926 w Klużu-Napoce, zm. 21 stycznia 2013 tamże) – rumuński pianista oraz kompozytor jazzowy pochodzenia węgierskiego. Ze względu na obowiązujący do 1965 w komunistycznej Rumunii zakaz wykonywania muzyki jazzowej, Kőrössy wiele lat spędził poza granicami kraju, udzielając koncertów w takich krajach jak Rosja, Czechosłowacja, Polska czy Węgry. Szczególnie związał się z Pragą oraz tamtejszym środowiskiem jazzowym. Do kraju powrócił na stałe po rumuńskiej rewolucji w 1989.

## Wybrana dyskografia[2]
- Jazz Recital (1960)
- Jazz Jamboree 1961 Nr.5 (wydane przez Polskie Nagrania „Muza”; 1961)
- Kőrössy János És Együttese (1964)
- Seria Jazz Nr. 1 (1965)
- Identification (1970)
- Melodies De Paris (1989)
- Jancy Körössy In Poland (2003)
- Jazz Piano On Christmas Songs (2006)
- Dor De Acasă (razem z Ramona Horvath: 2008)
- Arrival in Poland (razem z Lars Werner Trio, Lasse Lystedt Quinted, Bernt Rosengren oraz Nora Brockstedt; wydane przez Polskie Radio, 2013)
- American Impressions And Romanian Landscapes (2013)
- Sweet Home (razem z Nicolas Simion Trio; 2014)